# عرب الحجر
عرب الحجر هي إحدى القرى التابعة لمركز بلبيس في محافظة الشرقية في جمهورية مصر العربية. حسب إحصاءات سنة 2010، بلغ إجمالي السكان  في عرب الحجر حوالي 1000 نسمة، منهم 520 رجل و480 امرأة.

## التاريخ
عرب الحجر  من القرى القديمة، حيث وردت باسم «عرب الحجر »في أعمال الشرقية ضمن قرى الروك الصلاحي التي أحصاها ابن مماتي في كتاب قوانين الدواوين، كما وردت باسم «الحجر أو عرب الحجر » في أعمال الشرقية ضمن قرى الروك الناصري التي أحصاها ابن الجيعان في كتاب «التحفة السنية بأسماء البلاد المصرية». وفي العصر العثماني ورد اسم «عرب الحجر » في التربيع العثماني الذي أجراه الوالي العثماني سليمان باشا الخادم في عصر السلطان العثماني سليمان القانوني ضمن قرى ولاية الشرقية، وفي تاريخ 1228هـ/1813م الذي عدّ قرى مصر بعد المسح الذي قام به محمد علي باشا باسم «ميت حبيب» ضمن قرى مديرية الشرقية. ويُذكر أن قرية ابن مماتي وابن الجيعان ذكرا عرب الحجر  مجموعة مع منية حمل أي أنهما كانتا قرية واحدة في زمن الأرواك الصلاحي والحسامي والناصري، قبل أن يفصل بينهما التربيع العثماني.